# Селлекка, Конни
Конни Селлекка (англ. Connie Sellecca, род. 25 мая 1955) — американская актриса, номинант на премию «Золотой глобус».

## Жизнь и карьера
Конни Селлекка родилась в Бронксе, Нью-Йорк в семье итальянцев. Она поступила в Бостонский колледж, но покинула его чтобы начать карьеру актрисы, одновременно подрабатывая фотомоделью. В 1978 году она дебютировала в фильме «Бермудские глубины» и в последующие годы активно появлялась на экранах.
Конни Селлекка наиболее известна по ролям в сериалах «Величайший американский герой» (1981—1986) и «Отель» (1983—1988), которая принесла ей номинацию на премию «Золотой глобус» в 1986 году. Она также сыграла главную роль в недолго просуществовавшем сериале «P.S. Люблю тебя» и появилась в нескольких десятках сделанных для телевидения фильмах.
Конни Селлекка была замужем за актёром Джилом Джерардом с 1979 по 1987 год. В 1992 году она вышла замуж за пианиста Джона Тэша, у них двое детей.

## Фильмография
- 1979 — Капитан Америка 2: Слишком скорая смерть/Captain America II: Death Too Soon
- 1981—1986 — Величайший американский герой/The Greatest American Hero
- 1983—1988 — Отель/Hotel
- 1985 — Международный аэропорт/International Airport
- 1987 — Последнее развлечение/The Last Fling
- 1989 — Братство розы/Brotherhood of the Rose
- 1990 — Жёсткая посадка/Miracle Landing
- 1990 — Люди как мы/People Like Us
- 1991—1992 — P.S. Люблю тебя/P.S.I. Luv U
- 1993 — Разрешение на убийство/Passport to Murder
- 1994 — Двойная жизнь/She Led Two Lives
- 1995 — Суррогатная мать/The Surrogate
- 2002 — Я видел, как мама целовала Санта Клауса/I Saw Mommy Kissing Santa Claus
- 2009 — Дикий жеребец/The Wild Stallion